# Phenacoccus meymeryani
Phenacoccus meymeryani är en insektsart som beskrevs av Bodenheimer 1943. Phenacoccus meymeryani ingår i släktet Phenacoccus och familjen ullsköldlöss.
Artens utbredningsområde är Irak. Inga underarter finns listade i Catalogue of Life.